# Miroslav Krajník
Miroslav Krajník (1. ledna 1850 Humpolec – 3. července 1907 Praha) byl český právník, básník a překladatel. Psal i pod pseudonymy Kalous-Sůva, Jar. Kopecký a M. K. Starohradský.
Navštěvoval právnickou fakultu v Praze a studium dokončil roku 1872 v Krakově. Poté se vrátil do Prahy, kde si otevřel úspěšnou advokátní kancelář. Účastnil se i hospodářského života, podílel se na řízení některých korporací (např. Zemské banky království Českého, kde byl náměstkem vrchního ředitele), zasloužil se o vybudování vil v Dobřichovicích na tehdejší Brunšově ulici (dnes Krajníkova; jeho vlastní vila byla v čp. 109).

## Dílo
Krajníkova literární tvorba není příliš rozsáhlá. Básně začal publikovat r. 1867 v Květech, později i v Lumíru a Světozoru. Patřil k oblíbeným autorům. Překládal z francouzštiny, ruštiny a polštiny. Ke konci života svou tvorbu omezoval a psal jen zřídka, hlavně drobné črty, zejména cestopisné. Samostatně vydal:
- Básně Miroslava Krajníka (1870)
- Jan Roháč z Dubé (1880) – historické drama o husitském válečníku; jeho provozování určitou dobu bránila cenzura.
- Písně P. J. Berangera (1875) – sbírka přeložených básní (viz Pierre-Jean de Béranger).